# Alonso Tostado
Alonso Tostado (en français Alphonse Tostat) fut un théologien espagnol. Il est né à Madrigal de las Altas Torres (Vieille-Castille) en 1400 et  mort à Bonilla de la Sierra (près d'Ávila) en 1455.
Il s'intéressa à l'ensemble des connaissances humaines et marqua ses contemporains par son intelligence et sa mémoire hors du commun. On dit de lui qu'après avoir lu deux fois un livre lors d'un séjour, il en fit une copie assez fidèle de mémoire, à son retour.

## Biographie
Alors qu'il est encore jeune, la famille de Tostado lui fait suivre de hautes études à Salamanque. À 22 ans, il devient docteur en théologie et s'engage dans une carrière ecclésiastique. Impressionnés par ses capacités, les responsables de l'Église lui confient rapidement une chaire de théologie.
Il devient député au concile de Bâle en 1431, grâce à ses capacités et à sa réputation de savant. Il accomplit alors des progrès de gestion importants, mais plusieurs de ses propositions sont condamnées par le Vatican. Il tente de demander à pouvoir les soutenir publiquement, mais sa demande ne parvient au pape Eugène IV que quelques années plus tard, en 1443, où on l'autorise à comparaître à Sienne lors d'une assemblée de théologie. Il y rencontre un redoutable adversaire : le cardinal Jean de Torquemada, qui le met en péril sur ses trois principales conclusions.
À son retour en Espagne, on le place à l'abbaye de Pincia où il devint évêque d'Avila en 1449, grâce au roi Jean II, membre du conseil de Castille et grand référendaire.